# Greckie Rozwiązanie
Greckie Rozwiązanie (gr. Ελληνική Λύση Eliniki Lisi) – grecka partia polityczna, której poglądy są określane jako prawicowe, eurosceptyczne i narodowo-konserwatywne, a także skrajnie prawicowe i ultranacjonalistyczne. Partię określano także jako prorosyjską i prawicowo-populistyczną. Jej liderem jest Kiriakos Welopulos. Partia został założona 28 czerwca 2016 r.

## Wyniki wyborów
W wyborach do Parlamentu Europejskiego w 2019 partia zdobyła 4,18% i 1 mandat. W greckich wyborach parlamentarnych 7 lipca 2019 roku otrzymała 3,70% poparcia, co przełożyło się na 10 mandatów.